# Paradictyna rufoflava
Paradictyna rufoflava is een spin uit de familie kaardertjes (Dictynidae). De spin is endemisch in Nieuw-Zeeland. De kleur is variabel, een opvallende kleurvariant heeft een heldergroene lichaamskleur met een opvallende rode achterlijfspunt. Is niet erg gevaarlijk, is niet goed te zien op bladeren, hij heeft dus een schutkleur.